# Pesaguero
Pesaguero is een gemeente in de Spaanse provincie en regio Cantabrië met een oppervlakte van 70,00 km². Pesaguero telt 311 inwoners (1 januari 2016).

## Demografische ontwikkeling
Bron: INE, 1857-2011: volkstellingen